# Pont Saint-Bénézet

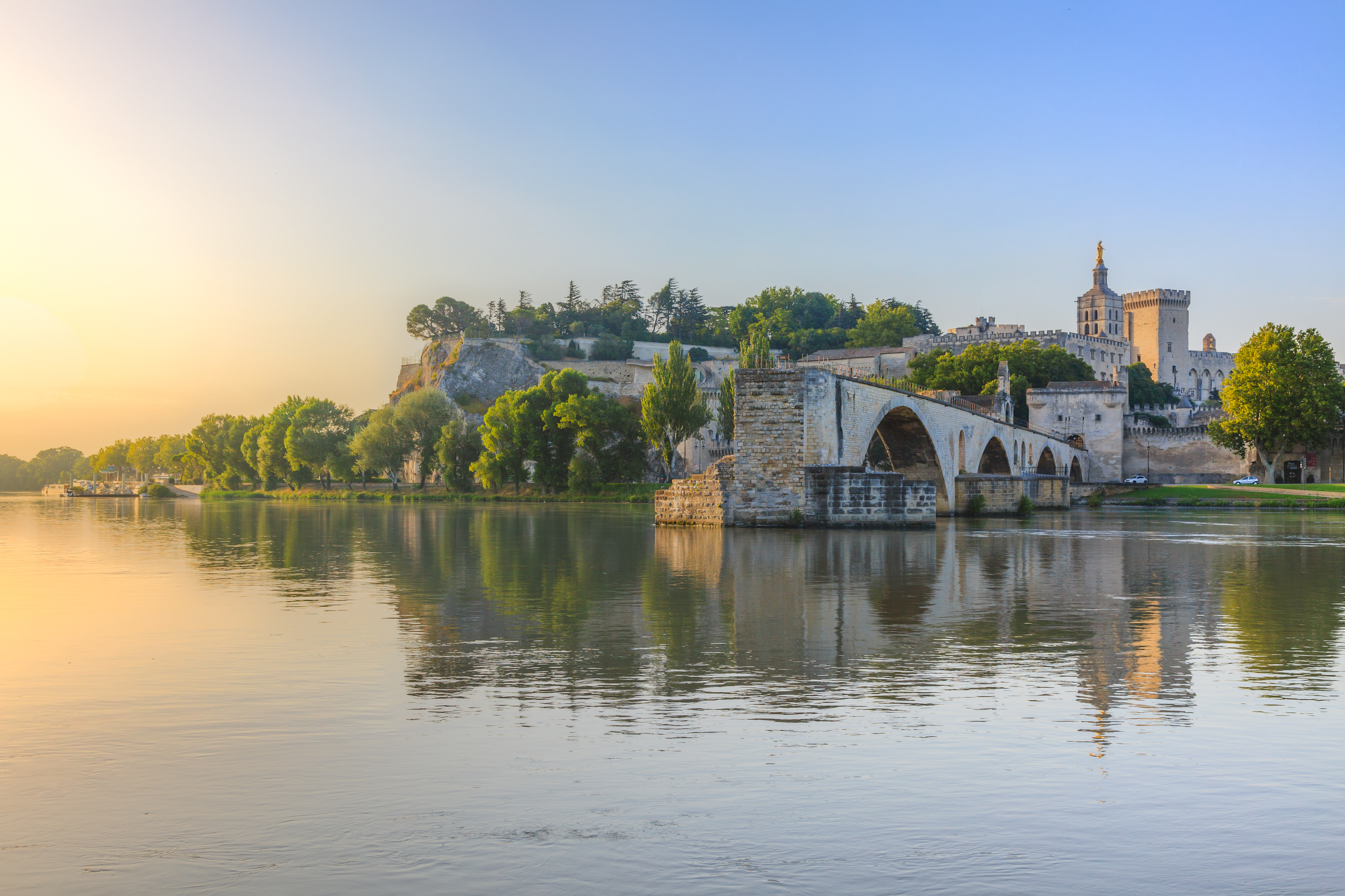
Pont Saint-Bénézet, im Hintergrund der Papstpalast. Auf der Brücke ist der Glockengiebel der Nikolauskapelle erkennbar.

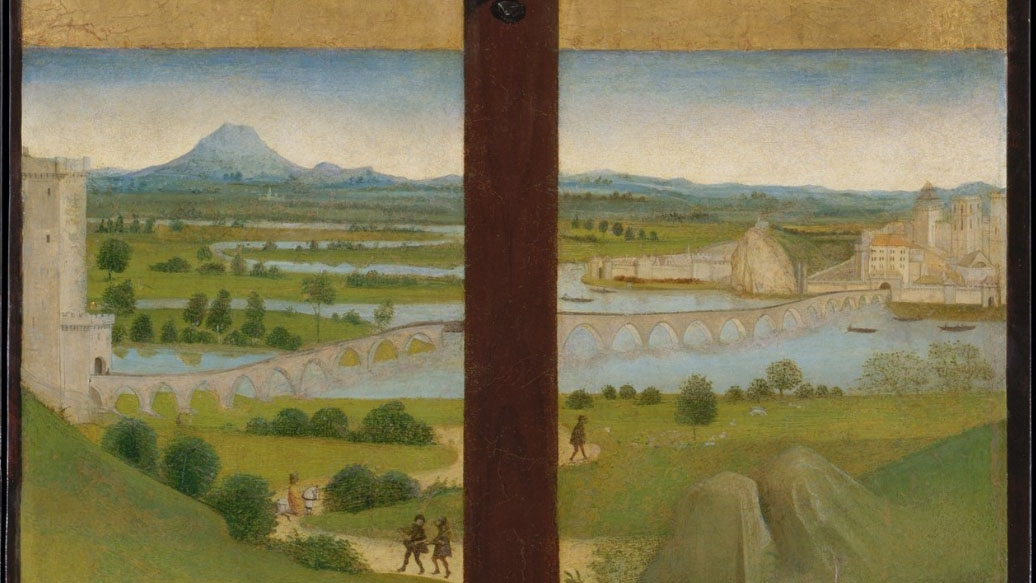
Das Detail aus dem Perussis-Altar von Nicolas Froment (um 1480) gilt als die älteste Darstellung des Pont Saint-Bénézet

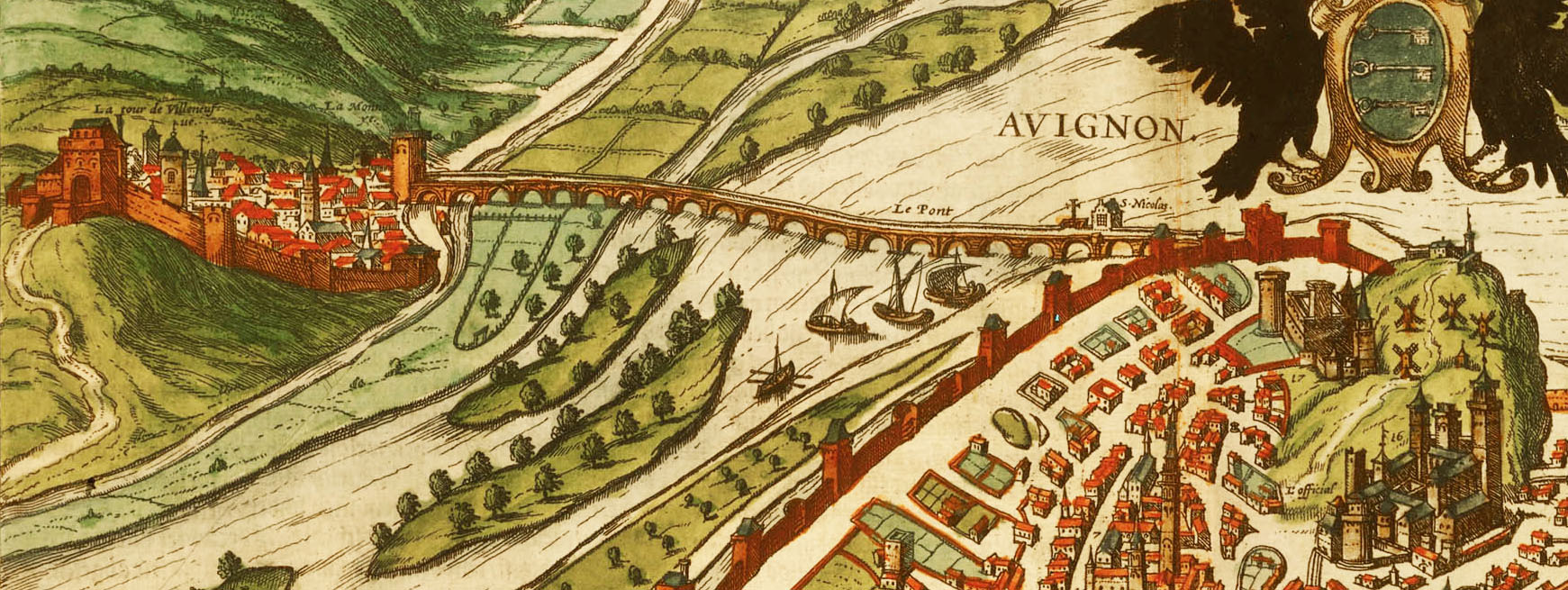
Brücke von Avignon, Stich (1575)

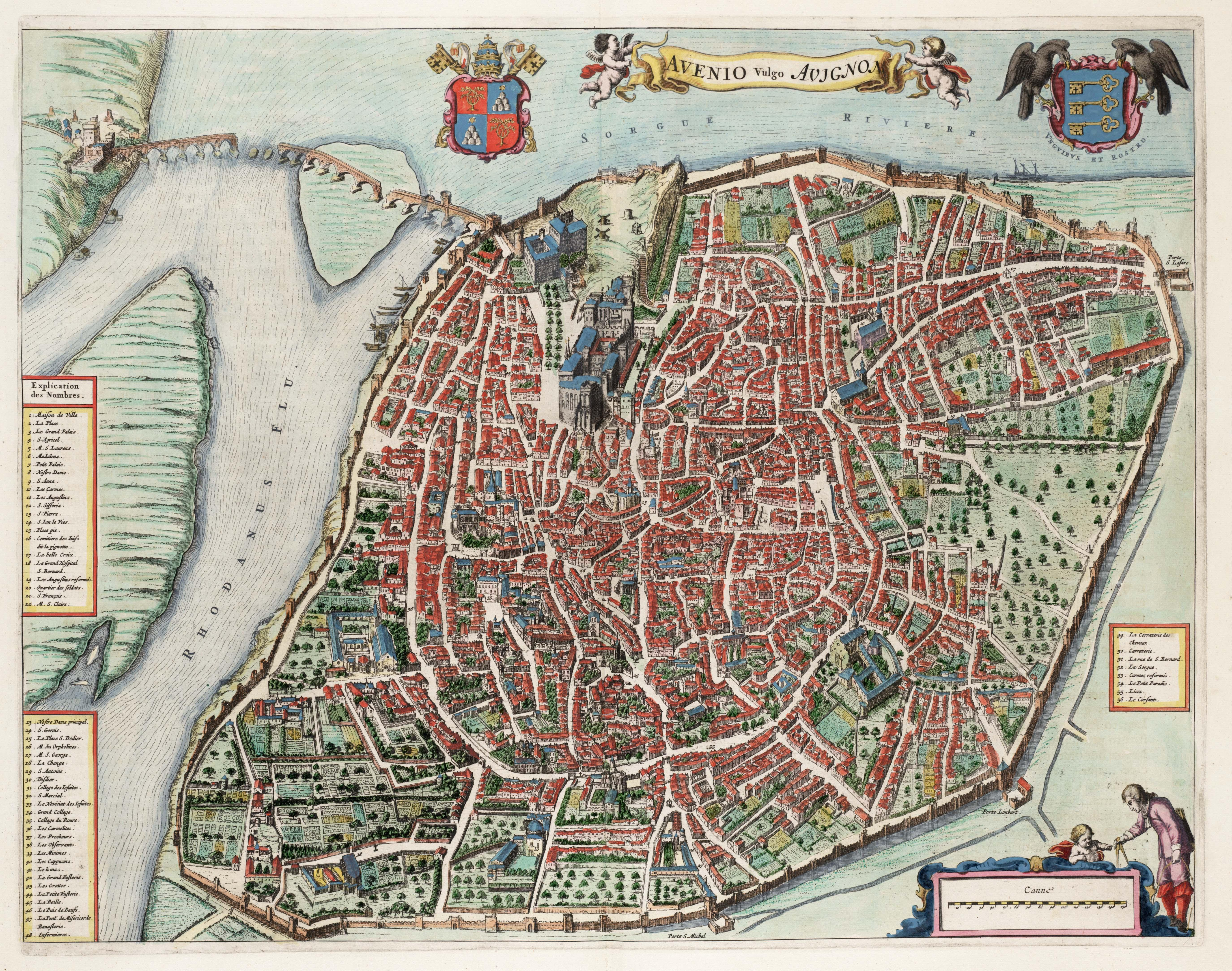
Stadtplan aus dem Atlas van Loon (1663)

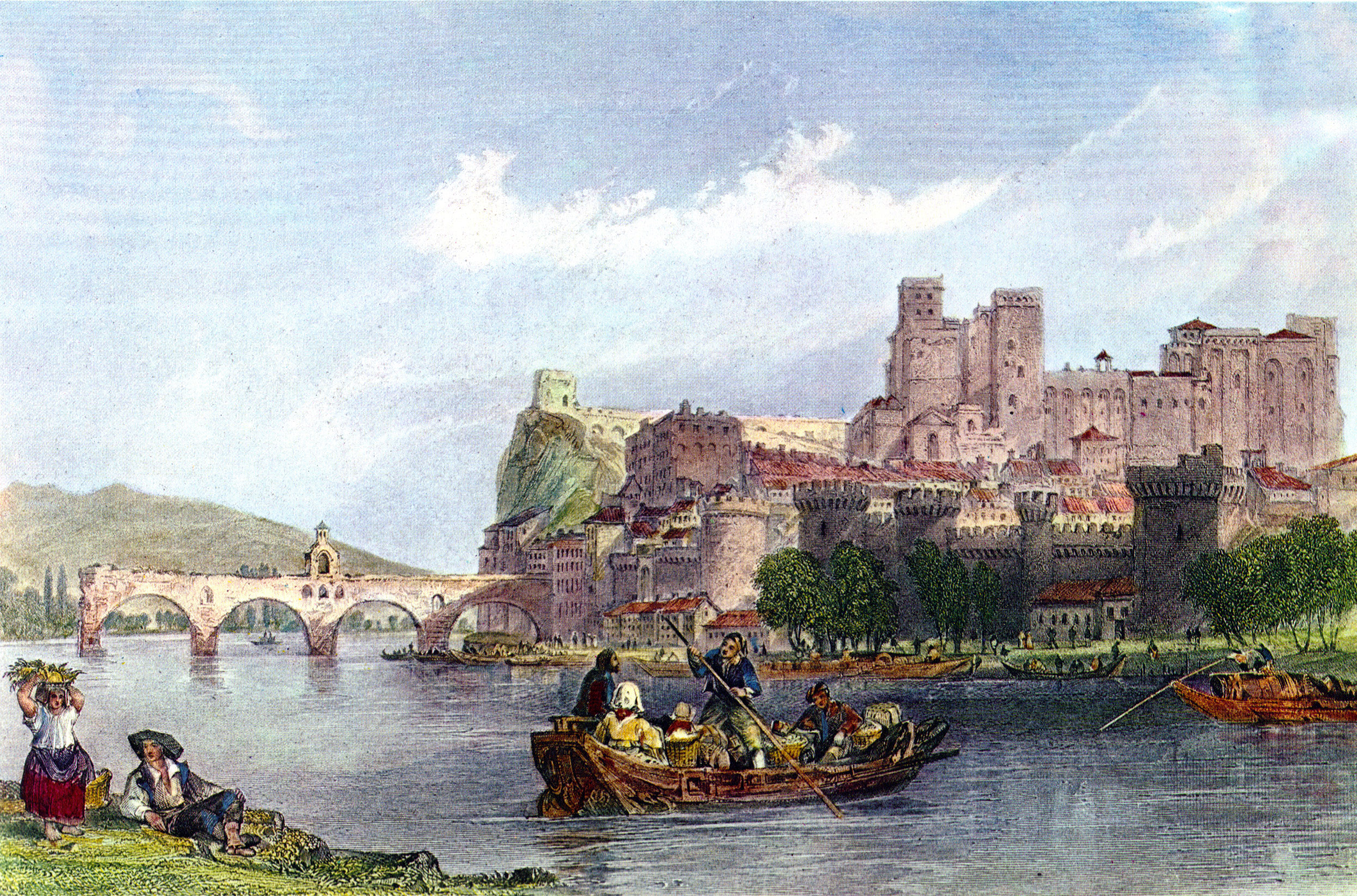
Boote in Avignon, Stich (um 1840)

Der Pont Saint-Bénézet (auch Pont d’Avignon) ist eine Mitte des 14. Jahrhunderts errichtete, seit 1660 als Ruine bestehende Bogenbrücke im französischen Avignon, die einen Teil der Rhone überspannt. Die nach dem heiligen Bénézet benannte Brücke, bekannt durch das Lied Sur le pont d’Avignon, gilt als ein Wahrzeichen der Stadt.
Der Pont Saint-Bénézet wurde bereits im Jahr 1840 als Monument historique in die staatliche Denkmalschutzliste Frankreichs aufgenommen. Gemeinsam mit dem Papstpalast von Avignon und der Kathedrale von Avignon bildet er das UNESCO-Welterbe Historisches Zentrum von Avignon.

## Lage
Die Brücke liegt zu Füßen des Rocher-des-Doms-Felsens in unmittelbarer Nachbarschaft zum Papstpalast und dem Musée du Petit Palais.
Der auf dem Ufer gelegene Teil des Pont Saint-Bénézet befindet sich unmittelbar außerhalb der Stadtmauer von Avignon am Südostufer des Flusses. Er beginnt nahe dem Rocher des Doms und ist mit einem Wachturm des Palais des Papes verbunden. Der Boulevard du Quai de la Ligne verläuft unter dem ersten Brückenbogen.
Der über dem Wasser gelegene Teil des Pont Saint-Bénézet ist in Richtung der Île de la Barthelasse, einer Insel zwischen Avignon und Villeneuve-lès-Avignon, gebaut und überspannt etwa die Hälfte der Breite des östlichen Flussarmes der Rhône.

## Legende
Der Legende zufolge soll der Schäferjunge Benoît oder Bénézet durch eine himmlische Stimme veranlasst worden sein, eine Brücke über die Rhone zu bauen. Als er dies den Stadtbewohnern mitteilte, wurde er verlacht und verspottet. Da hob er einen schweren Stein auf und legte den Grundstein, worauf sich eine Bürgergemeinschaft mit dem Ziel des Brückenbaus bildete. Nach seinem Tod wurde Bénézet in der Brücke beigesetzt.

## Geschichte
Ende des 19. und zu Beginn des 20. Jahrhunderts stellten einige Forscher die These auf, dass an der Stelle der heutigen Brücke bereits eine Römerbrücke gestanden haben soll. Diese These gilt jedoch mittlerweile aus verschiedenen Gründen als überholt.
Eine erste in den Jahren 1171 bis 1185 durch Louis de Sade erbaute Holzbrücke wurde im Jahr 1226 bei der Belagerung der Stadt durch Ludwig VIII. fast vollständig zerstört. An den steinernen Neubau durch Hugues II. de Sade aus dem Jahr 1355 erinnert noch heute dessen Wappen. Zur Zeit des Exils der Päpste in Avignon (1309–1377) bildeten die Rhone und damit auch die Brücke die Grenze zwischen dem Königreich Frankreich und dem Kirchenstaat (Comtat Venaissin). Noch im 14. Jahrhundert wurde auf dem dritten Pfeiler an der nördlichen Seite die heute noch als Ruine erhaltene Doppelkapelle erbaut. Mehrfach wurde die Brücke in der Folgezeit durch Kriege und Hochwasser beschädigt. Schwere Beschädigungen infolge eines erneuten Hochwassers führten um das Jahr 1660 zur endgültigen Aufgabe der Brücke. Nachfolgende Hochwasser setzten das Zerstörungswerk fort, bis schließlich nur noch vier Brückenbögen erhalten blieben.

## Architektur
Die im 12. Jahrhundert erbaute Brücke stützte sich auf 22 Bögen und hatte eine Gesamtlänge von schätzungsweise ca. 915 m, womit sie zur damaligen Zeit die längste Brücke Europas war. Sie überspannte beide Flussarme der Rhone sowie die Île de la Barthelasse und endete an der Tour Philippe le Bel im heutigen Villeneuve-lès-Avignon.
Die schlanken und flachen Bögen, von denen heute noch vier erhalten sind, haben eine lichte Weite von 33 m und einen Bogenstich von 13 m. Das Bauwerk ist nur ca. 2,80 m breit und hatte – wie sehr wahrscheinlich die meisten mittelalterlichen Brücken – keine seitlichen Brüstungsmauern. Auf einem der Pfeiler von je 8 m Durchmesser befindet sich eine  Doppelkapelle, deren obere Kapelle Nikolaus von Myra und deren untere dem heiligen Bénézet geweiht ist.